# سی‌سرا (عباس‌آباد)
سی سرا سلمانشهر، روستایی از توابع بخش سلمانشهر شهرستان عباس آباد در استان مازندران ایران است.

## جمعیت
این روستا در دهستان کلارآباد قرار دارد و براساس سرشماری مرکز آمار ایران در سال ۱۳۸۵، جمعیت آن ۷۷۸ نفر (۲۲۲خانوار) بوده‌است. مردم سی سرا از قومیت طبری هستند مردم سی سرا به زبان طبری (مازندرانی) سخن می‌گویند.